# Savallà del Comtat
Savallà del Comtat (auch: Ceballa de Con) ist eine Gemeinde (Municipio) mit 50 Einwohnern (Stand: 2024) im Südosten Kataloniens in Spanien. Neben dem Hauptort Savallà del Comtat besteht die Gemeinde aus der Ortschaft Segura.

## Lage
Savallà del Comtat liegt 48 Kilometer nördlich von Tarragona in einer durchschnittlichen Höhe von ca. 825 m. 

## Bevölkerungsentwicklung
| Jahr      | 1970 | 1981 | 1991 | 2001 | 2011 | 2021 |
| --------- | ---- | ---- | ---- | ---- | ---- | ---- |
| Einwohner | 102  | 58   | 56   | 73   | 69   | 53   |

## Sehenswürdigkeiten
- Burgruine von Savallà del Comtat
- Burgruine von Segura
- Peterskirche in Savallà del Comtat
- Kirche Mariä Himmelfahrt in Segura

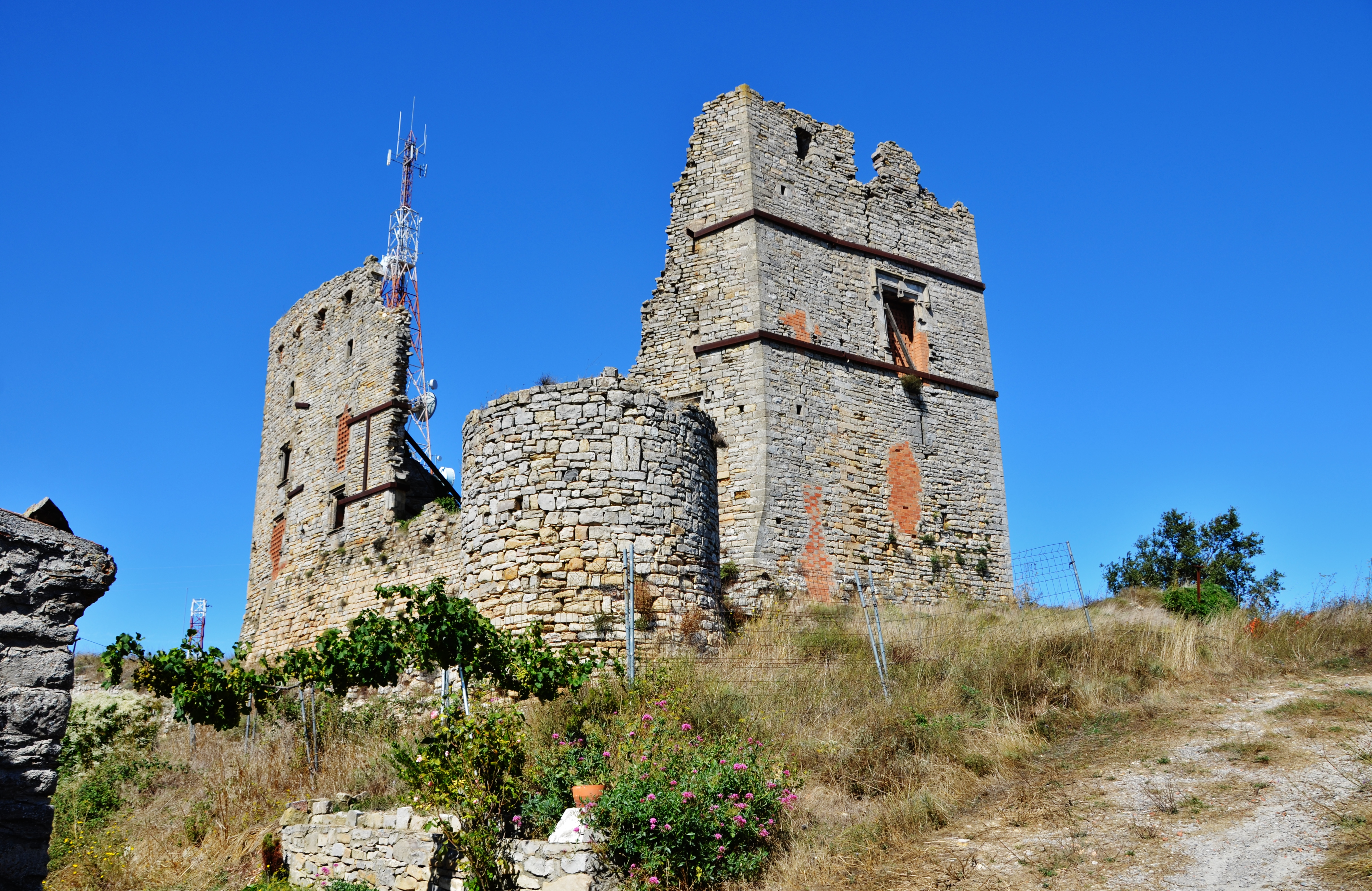
Burgruine von Savallà del Comtat
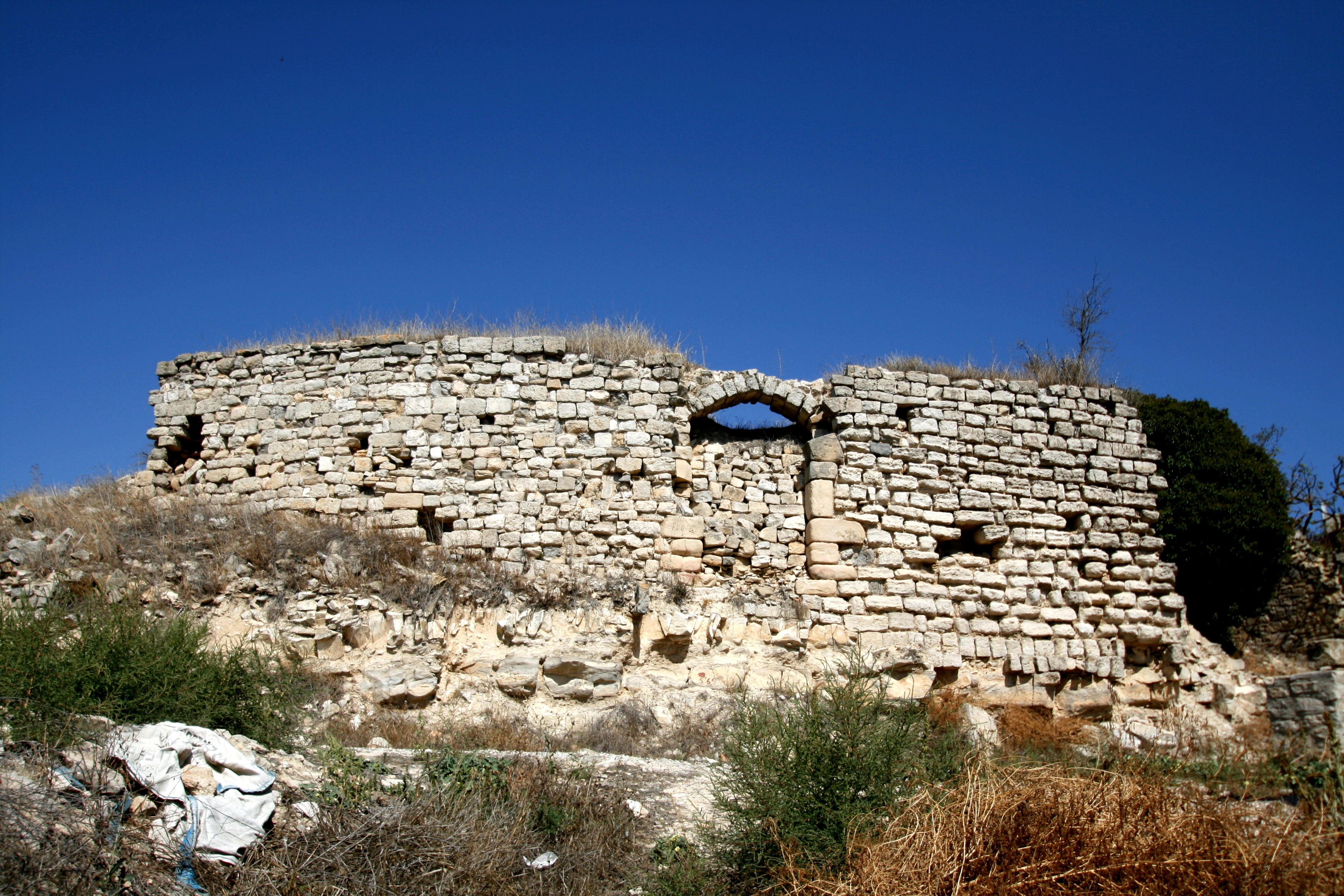
Burgruine von Segura
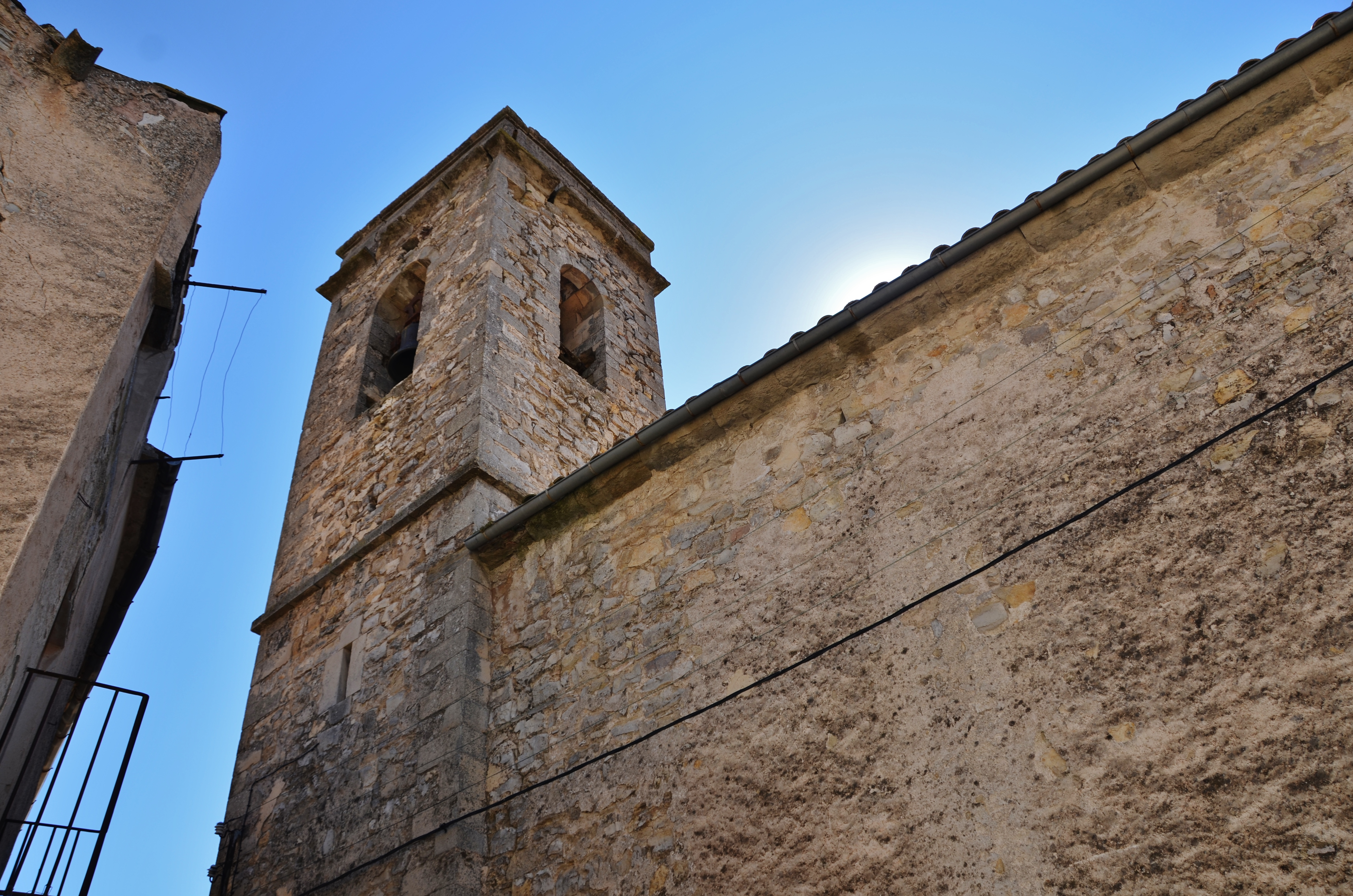
Peterskirche
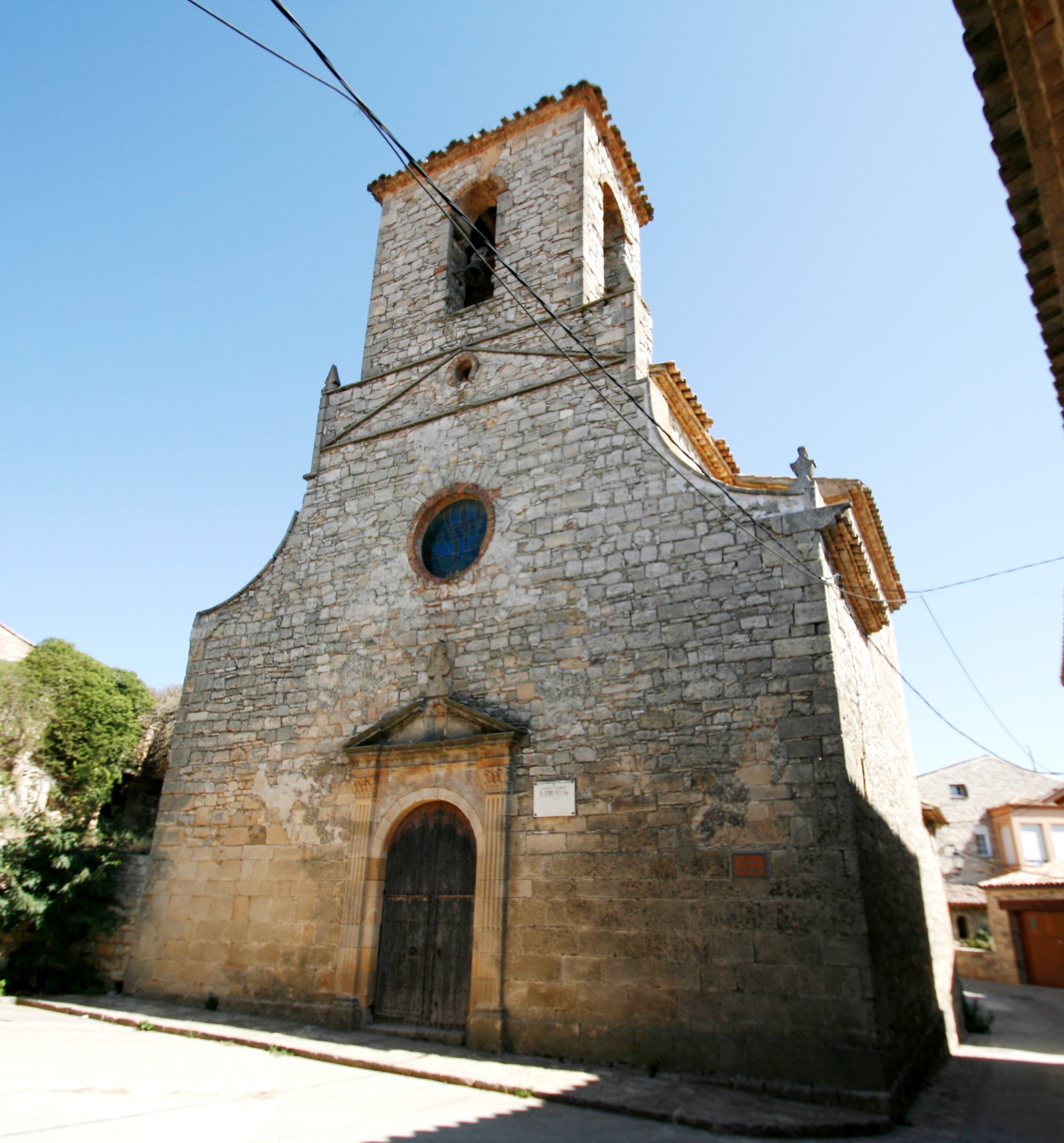
Kirche Mariä Himmelfahrt